# Agnòsia auditiva
L'agnòsia auditiva és un tipus d'agnòsia caracteritzada per la incapacitat de reconèixer o diferenciar sons. No és degut a un defecte en l'audició, sinó que es tracta de la impossibilitat de processar els significats dels sons per part del cervell. La persona que pateix agnòsia auditiva és capaç d'identificar els sons provinents de la veu d'una altra persona, però incapaç de reconèixer de qui es tracta. Aquesta alteració és causada per danys a l'escorça auditiva secundària i terciària del lòbul temporal del cervell.

## Símptomes i causes
Les persones amb agnòsia auditiva, són capaces de sentir els sons amb normalitat i també de descriure'ls utilitzant termes que no estan relacionats amb ells, però no són capaços de reconèixer-los.
Els símptomes es poden desenvolupar tant en persones grans com en nens. En funció del tipus d'agnòsia, es tindran uns símptomes determinats. El més clar és que les persones amb aquest tipus d'agnòsia són incapaces de reconèixer sons.
Quan la causa és congènita o hereditària el trastorn estarà present des del naixement. I quan és adquirida pot donar-se per un accident vascular cerebral, per una lesió causada por un traumatisme cranial, per demència, per un trastorn del desenvolupament neurològic.

## Classificació
Hi ha diferents tipus d'agnòsia auditiva depenent de les seves característiques i les àrees cerebrals lesionades corresponents.

### Agnòsia verbal auditiva o sordesa verbal pura
Aquest tipus d'agnòsia es caracteritza per la dificultat en la comprensió del llenguatge oral, quan es dicta l'escriptura… sense tenir cap alteració física. És un tipus d'agnòsia que afecta a la comunicació, però en general no afecta a la parla, ni al seu llenguatge escrit. És de tipus lingüístic i poden entendre el significat de la comunicació no verbal, com el llenguatge corporal.

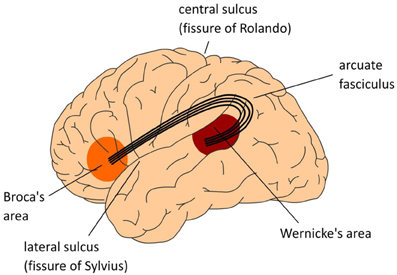
Àrea de Wernicke (lòbul temporal)

És causada per lesions en l'hemisferi esquerre: en el lòbul temporal a l'àrea de Wernicke, que és una de les dues àrees que participa en la comprensió del llenguatge parlat i escrit.
En l'agnòsia verbal, hi ha un subtipus que és l'agnòsia fonològica auditiva, on les paraules que són noves, és a dir, que mai havien sigut sentides per la persona, no es poden repetir ni ser escrites quan es dicten, però el canvi amb el que s'ha comentat abans, és que aquelles paraules que ja eren conegudes per la persona sí que es poden escriure.

### Agnòsia auditiva no verbal
És un tipus d'agnòsia que es caracteritza per la incapacitat d'identificar sons ambientals no verbals.
Podem trobar diferents tipus:
- Agnòsia auditiva aperceptiva: és la incapacitat per discriminar auditivament sons i no poder associar-los amb sons similars.[1] Per exemple, si la persona sent el miol d'un gat i una botzina, no serà capaç de distingir si són diferents sons.[7]
- Agnòsia auditiva associativa: no hi ha incapacitat per distingir els sons, ja que és capaç de discriminar-los, però no és capaç d'atribuir de quin objecte ve aquell so, ni de la font sonora a la qual pertany.[1] Per exemple, la persona sap que el miol i la botzina són sons diferents, però no podrà dir que el miol pertany al gat i la botzina al cotxe.[7]
- Fonoagnòsia: pèrdua de la capacitat del reconeixement de veus familiars i diferenciació de diferents veus sense afectar la comprensió de la parla. Aquest dèficit és degut a la degeneració del lòbul fronto-temporal i està molt associat amb la prosopagnòsia, incapacitat per reconèixer el rostre de les persones.[8] Existeixen dos tipus de fonoagnòsia:
  - Fonoagnòsia aperceptiva: es caracteritza per la no discriminació de veus, tant conegudes com desconegudes. Causada per una lesió en un o ambdós lòbuls temporals corresponents als dos hemisferis cerebrals.
  - Fonoagnòsia associativa: incapacitat de reconeixement de veus familiars vinculada amb una afectació del lòbul parietal dret[9]

### Amúsia
L'amúsia o afàsia musical és un tipus d'agnòsia caracteritzada per la incapacitat de reconèixer o reproduir tons o ritmes musicals. El pacient perd l'habilitat per identificar els caràcters específics de la música, com són el ritme, el timbre o la tonalitat d'una peça musical. A més a més, té dificultats per reconèixer una melodia coneguda i diferenciar-la d'altres sons del medi extern.
Aquest trastorn és causat per lesions al lòbul temporal. L'hemisferi dret és el causant de la pèrdua de l'habilitat per reconèixer melodies, en canvi, quan es produeixen lesions a l'hemisferi esquerre, hi haurà una alteració de les habilitats de la percepció del soroll i de l'anàlisi de les tonalitats.

### Agnòsia paralingüística
En l'agnòsia paralingüística (o agnòsia auditiva afectiva) s'altera la capacitat de reconèixer aspectes afectius correctament, com l'entonació, el volum o el ritme. Qui pateix aquest tipus d'agnòsia, no és capaç de captar la informació emocional del discurs aliè.
Apareix en lesions tempo-parietals de l'hemisferi dret i normalment també es relaciona amb negligència de l'hemisferi esquerre.

## Diagnòstic i tractament
Pel que fa al diagnòstic, es fan servir dos tipus de procediments: un fisiològic i un altre neuropsicològic.
El procediment fisiològic consisteix a realitzar diferents proves que avaluen l'estat auditiu de la persona, anomenades proves audiològiques, com per exemple l'audiometria tonal i vocal.
L'avaluació neuropsicològica consisteix a intentar distingir si les dificultats auditives són originades per alteracions en la comprensió, pels processos cognitius relacionats o per una agnòsia auditiva com a tal.
És necessari fer un diagnòstic rigorós per a poder diferenciar l'agnòsia auditiva d'altres alteracions auditives similars, com una afàsia o una sordesa.
L'agnòsia auditiva és difícil de tractar, com qualsevol classe d'agnòsia. No existeix una cura com a tal, però si existeixen diferents exercicis i eines que poden ajudar, com si fos una rehabilitació. D'aquesta manera es pot aconseguir un major desenvolupament de l'expressió i la comunicació.
Algun exemple d'aquests exercicis de rehabilitació, és la identificació mitjançant elements onomatopeics o similars. Aquest exercici consisteix a realitzar diferents onomatopeies les quals el subjecte haurà d'identificar amb el seu dibuix corresponent. L'agnòsia auditiva verbal no permet percebre paraules, però sí la resta de sons, per tant, les onomatopeies, que són la part del llenguatge més simple i icònica, sí poden ser identificades pel subjecte. D'aquesta manera, s'haurien de buscar diferents onomatopeies per a poder treballar els diferents fonemes de la llengua.